# Joe Principe

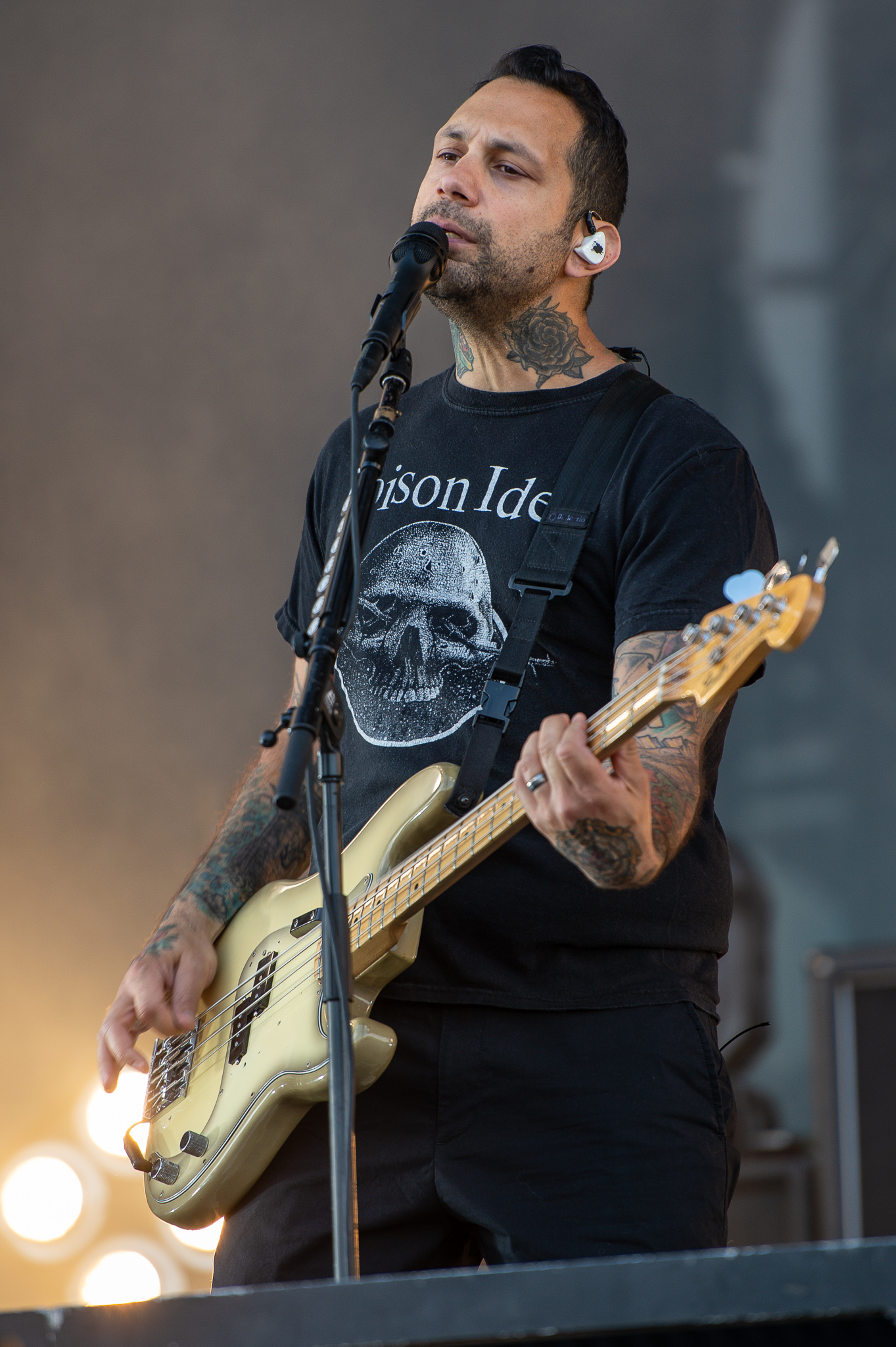
Joe Principe, 2018

Joe Principe (ur. 14 listopada 1974 w Chicago) – amerykański muzyk, gitarzysta basowy, wokalista, jeden z założycieli zespołu Rise Against, basista. 
Jest samoukiem, zaczynał grając ze słuchu utwory swoich ulubionych wykonawców wywierających duży wpływ na rozwój muzyki hardcore-punkowej. Zaczynał karierę w zespole 88 Fingers Louie, natomiast po 6 latach założył zespół Rise Against wraz z Timem McIlrath, gdzie gra do dziś. Jest współautorem albumów: The Unraveling (2001), Revolutions per Minute (2003), Siren Song of the Counter Culture (2004), The Sufferer and the Witness (2006), Appeal to Reason (7 października 2008), Endgame (15 marca 2011), The Black Market (15 lipca 2014).